# Circondario dell'Oberspreewald-Lusazia
Il circondario dell'Oberspreewald-Lusazia (in tedesco Landkreis Oberspreewald-Lausitz, in basso sorabo Wokrejs Gorne Błota-Łužyca, in alto sorabo Wokrjes Hornjo Błota-Łužica) è un circondario del Brandeburgo, in Germania.

Comprende 9 città e 16 comuni.

Capoluogo e centro maggiore è Senftenberg.

## Storia
Il circondario dell'Oberspreewald-Lusazia fu creato nel 1993 dall'unione dei 2 precedenti circondari di Calau e Senftenberg.

## Geografia fisica
Il circondario dell'Oberspreewald-Lusazia confina ad ovest con l'Elbe-Elster, a nord col Dahme-Spreewald, ad est con lo Spree-Neiße, a sud con i circondari di Bautzen e Meißen (in Sassonia).

## Società

### Evoluzione demografica
- Sviluppo della popolazione dal 1875 entro gli attuali confini (linea blu: popolazione; linea puntata: confronto dello sviluppo della popolazione dello stato del Brandenburgo; sfondo grigio: ai tempi del governo nazista; sfondo rosso: al tempo del governo comunista).
- Sviluppo recente della popolazione (linea blu) e previsioni.

## Suddivisione amministrativa
Il circondario dell'Oberspreewald-Lusazia si compone di 7 città extracomunitarie (Amtsfreie Stadt), 1 comune extracomunitario (Amtsfreie Gemeinde) e 3 comunità amministrative (Amt), che raggruppano complessivamente 2 città e 15 comuni.
Tra parentesi gli abitanti al 31 dicembre 2023.

### Città extracomunitarie (Amtsfreie Stadt)
- Calau, (7 695)
- Großräschen, (8 298)
- Lauchhammer, (13 951)
- Lübbenau/Spreewald, (15 774)
- Schwarzheide, (5 637)
- Senftenberg, (23 282)
- Vetschau/Spreewald, (7 645)

### Comuni extracomunitari (Amtsfreie Gemeinde)
- Schipkau, (6 614)

### Comunità amministrative (Amt)
- Altdöbern, con i comuni:

1. Altdöbern (2 415)
2. Bronkow (543)
3. Luckaitztal (755)
4. Neupetershain – Nowe Wiki (1 233)
5. Neu-Seeland – Nowa Jazorina (581)

- Ortrand, con i comuni:

1. Frauendorf (707)
2. Großkmehlen (1 062)
3. Kroppen (714)
4. Lindenau (757)
5. Ortrand, città (2 021)
6. Tettau (748)

- Ruhland, con i comuni:
  - Ruhland (città) (3 737)
  - Grünewald  (506)
  - Guteborn, (520)
  - Hermsdorf, (733)
  - Hohenbocka, (979)
  - Schwarzbach, (640)